# Xylosma schroederi
Xylosma schroederi är en videväxtart som beskrevs av Herman Otto Sleumer. och Wilhelm Guillermo Gustav o Franz Francis Herter. Xylosma schroederi ingår i släktet Xylosma och familjen videväxter. Inga underarter finns listade i Catalogue of Life.